# Rosângela Santos
Rosângela Cristina Oliveira Santos (née le 20 décembre 1990 à Washington) est une athlète brésilienne, spécialiste du sprint.

## Biographie

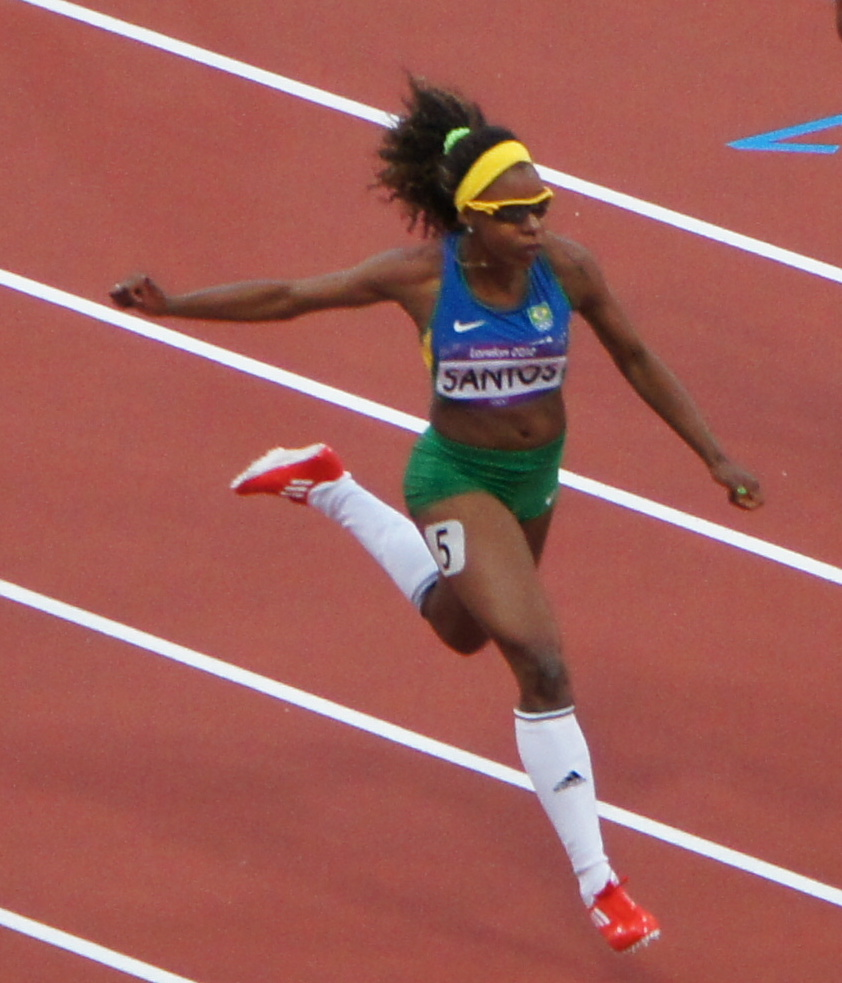
Rosângela Santos lors des Jeux olympiques de Londres en 2012.

Elle détient depuis Daegu 2011 le record d'Amérique du Sud du relais 4 × 100 m, en 42 s 92. Demi-finaliste du 100 m, en 11 s 61 (et un vent contraire de 1,4 m/s), elle a été finaliste lors des principales compétitions mondiales où elle a participé 
- 4e à Bydgoszcz en 2008 et médaille de bronze sur 4 × 100 en 44 s 61 lors des Championnats du monde juniors 2008
- Médaille d'argent à Ostrava en 2007 sur 100 m lors des Championnats du monde jeunesse puis 4e sur 200 m.

### Médaille olympique (2008)
En août 2008, Santos participe au relais 4 x 100 m des Jeux olympiques de Pékin à seulement 17 ans. Qualifiée pour la finale, l'équipe Brésilienne échoue au pied du podium derrière la Russie, la Belgique et le Nigeria, en 43 s 14. Mais à la suite du test antidopage positif de deux des athlètes Russes de l'équipe, les Brésiliennes bénéficient de la disqualification de la Russie en 2016 et les quatre athlètes (Santos, Rosemar Coelho Neto, Lucimar de Moura et Thaíssa Presti) récupèrent la médaille de bronze.
Avec ce relais, elle atteint la finale des championnats du monde 2011 et championnats du monde 2013 ainsi que des Jeux de Londres 2012.

### Progression (2015)
En 2015, elle bat son record personnel du 100 m en 11 s 04 à l'occasion du meeting de Ligue de diamant de Eugene puis égale cette performance lors de la finale des Jeux panaméricains de Toronto où elle échoue au pied du podium.
En fin de saison, elle s'octroie le titre du 100 m (11 s 17) et du 4 x 100 m (43 s 87) des Jeux mondiaux militaires ainsi que le bronze du 200 m (23 s 38).
Le 13 février 2016, elle bat le record d'Amérique du Sud du 60 m en salle lors de l'ISTAF Berlin avec un temps de 7 s 17. Elle est éliminée en demi-finale des championnats du monde en salle de Portland sur la même distance (7 s 20).

### Finale mondiale du 100 m à Londres et barrière des 11 secondes (2017)
Deux mois plus tard, elle s'impose aux championnats ibéro-américains sur 100 m en 11 s 24, compétition qui sert de promotion pour les Jeux olympiques de Rio. Lors de ces Jeux, elle est éliminée en demi-finale (11 s 23).
Le 5 août 2017, lors des séries des championnats du monde de Londres, elle remporte la course en 11 s 04, record personnel égalé. Le lendemain, elle prend la 2e place de sa demi-finale derrière Elaine Thompson (10 s 84) en réalisant 10 s 91, son premier chrono de sa carrière et record d'Amérique du Sud battu. Elle se qualifie brillamment pour la finale et devient la première brésilienne finaliste mondiale sur le 100 m. Elle termine 7e en 11 s 06. Elle est éliminée en demi-finale du 200 m à cause d'un faux-départ.

## Palmarès
| Date | Compétition                    | Lieu           | Résultat | Épreuve   | Temps   |
| ---- | ------------------------------ | -------------- | -------- | --------- | ------- |
| 2007 | Jeux panaméricains juniors     | São Paulo      | 2e       | 100 m     | 11 s 44 |
| 2007 | Jeux panaméricains juniors     | São Paulo      | 2e       | 4 x 100 m | 43 s 98 |
| 2007 | Championnats du monde cadets   | Ostrava        | 2e       | 100 m     | 11 s 46 |
| 2007 | Championnats du monde cadets   | Ostrava        | 4e       | 200 m     | 23 s 75 |
| 2008 | Championnats du monde juniors  | Bydgoszcz      | 4e       | 100 m     | 11 s 63 |
| 2008 | Championnats du monde juniors  | Bydgoszcz      | 3e       | 4 × 100 m | 44 s 61 |
| 2008 | Jeux olympiques                | Pékin          | 3e       | 4 × 100 m | 43 s 14 |
| 2011 | Jeux panaméricains             | Guadalajara    | 1re      | 100 m     | 11 s 22 |
| 2011 | Jeux panaméricains             | Guadalajara    | 1re      | 4 x 100 m | 42 s 85 |
| 2011 | Championnats du monde          | Daegu          | 6e       | 4 × 100 m | 43 s 10 |
| 2012 | Championnats ibéro-américains  | Barquisimeto   | 1re      | 100 m     | 11 s 41 |
| 2012 | Championnats ibéro-américains  | Barquisimeto   | 1re      | 4 x 100 m | 43 s 90 |
| 2012 | Jeux olympiques                | Londres        | 7e       | 4 × 100 m | 42 s 91 |
| 2013 | Championnats du monde          | Moscou         | —        | 4 × 100 m | séries  |
| 2014 | Championnats ibéro-américains  | São Paulo      | 1re      | 4 x 100 m | 42 s 92 |
| 2014 | Relais mondiaux de l'IAAF      | Nassau         | 7e       | 4 × 100 m | 43 s 67 |
| 2015 | Jeux panaméricains             | Toronto        | 4e       | 100 m     | 11 s 04 |
| 2015 | Jeux panaméricains             | Toronto        | 4e       | 4 x 100 m | 43 s 01 |
| 2015 | Jeux mondiaux militaires       | Mungyeong      | 1re      | 100 m     | 11 s 17 |
| 2015 | Jeux mondiaux militaires       | Mungyeong      | 3e       | 200 m     | 23 s 38 |
| 2015 | Jeux mondiaux militaires       | Mungyeong      | 1re      | 4 x 100 m | 43 s 87 |
| 2016 | Championnats ibéro-américains  | Rio de Janeiro | 1re      | 100 m     | 11 s 24 |
| 2016 | Championnats ibéro-américains  | Rio de Janeiro | finale   | 200 m     | DNS     |
| 2017 | Relais mondiaux de l'IAAF      | Nassau         | finale   | 4 x 100 m | DNF     |
| 2017 | Championnats d'Amérique du Sud | Luque          | 1re      | 4 x 100 m | 43 s 12 |
| 2017 | Championnats du monde          | Londres        | 7e       | 100 m     | 11 s 06 |
| 2017 | Championnats du monde          | Londres        | 7e       | 4 x 100 m | 42 s 63 |
| 2019 | Jeux panaméricains             | Lima           | 1re      | 4 x 100 m | 43 s 04 |
| 2019 | Jeux mondiaux militaires       | Wuhan          | 2e       | 100 m     | 11 s 39 |
| 2019 | Jeux mondiaux militaires       | Wuhan          | 1re      | 4 x 100 m | 43 s 29 |
| 2023 | Championnats d'Amérique du Sud | São Paulo      | 1re      | 4 x 100 m | 43 s 47 |

## Records
| Épreuve | Temps        | Lieu          | Date                           |
| ------- | ------------ | ------------- | ------------------------------ |
| 60 m    | 7 s 17       | Berlin Liévin | 13 février 2016 9 février 2021 |
| 100 m   | 10 s 91 (AR) | Londres       | 6 août 2017                    |
| 200 m   | 22 s 77      | Birmingham    | 7 juin 2015                    |